# Kleine Ommegang

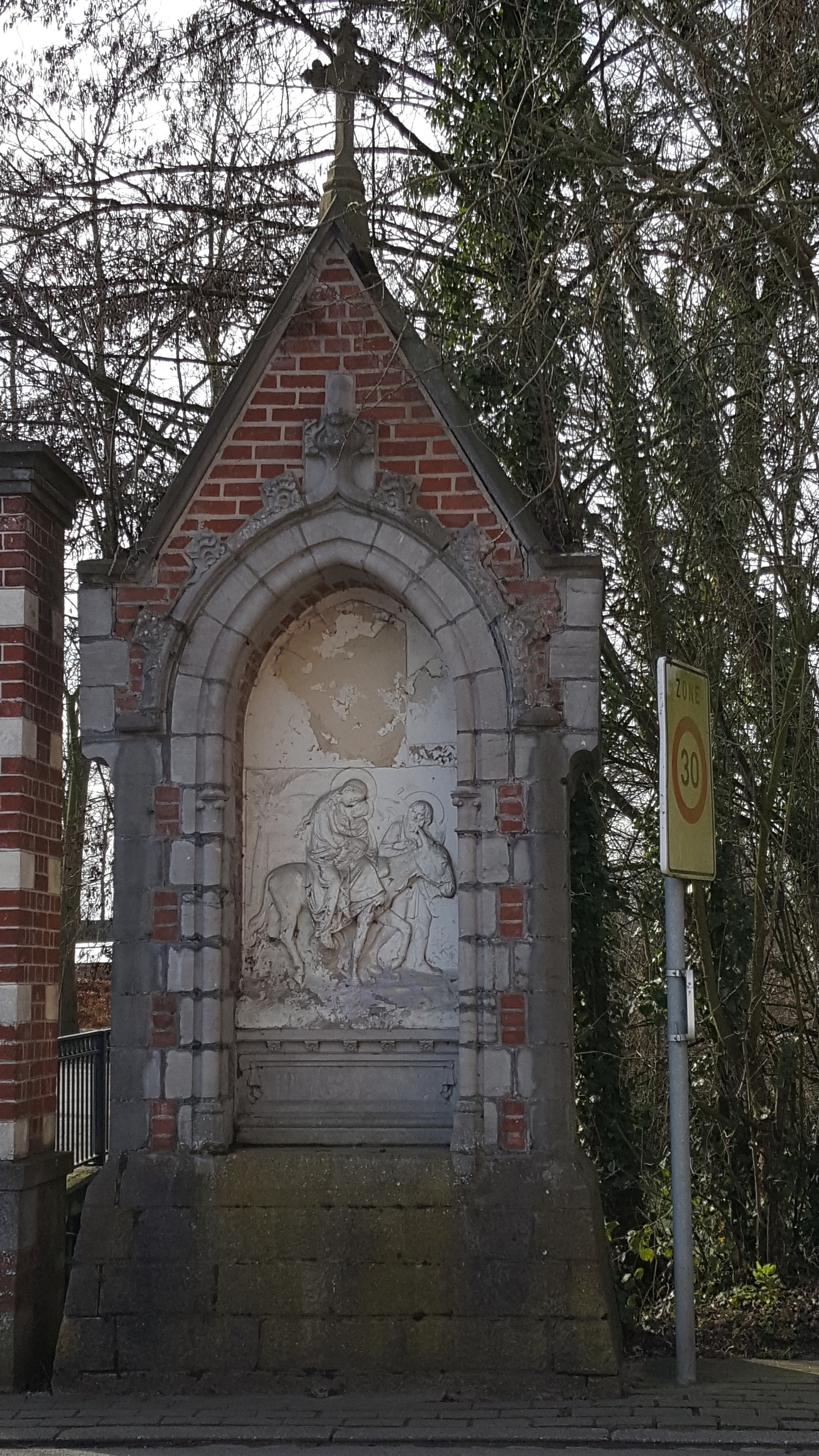
Kapel (vlucht naar Egypte) van de Kleine Ommegang

De Kleine Ommegang is een ommegang in de tot de West-Vlaamse gemeente Moorslede behorende plaats Dadizele.
De Kleine Ommegang is 1,1 km lang en telt 7 kapelletjes, die de zeven smarten van Maria verbeelden. De ommegang begint, evenals de Grote Ommegang, bij de basiliek en verloopt achtereenvolgens over de Plaats, de Remi-Dewittestraat, de Azalealaan, de Ridder-Janlaan, en de Ketenstraat, om weer terug bij de basiliek uit te komen.
De kapelletjes werden gebouwd in 1902, in hetzelfde jaar dat het miraculeuze Mariabeeld in de kerk werd gewijd en gekroond. De neogotische kapelletjes zijn gebouwd in baksteen met natuurstenen omlijstingen en hoekbanden, met in de nis steeds een bas-reliëf dat de betreffende voorstelling weergeeft.